# Shorea megistophylla
Shorea megistophylla är en tvåhjärtbladig växtart som beskrevs av Peter Shaw Ashton. Shorea megistophylla ingår i släktet Shorea och familjen Dipterocarpaceae. Inga underarter finns listade i Catalogue of Life.